# 谷口達郎
TATSURO（たつろう、1981年1月16日 - ）は、日本の写真家（フォトグラファー）。写真作家たつろうの名義でも活動している。血液型A型。

## 主な仕事

### フォトグラファー谷口達郎
大学卒業後、STUDUO FOBOS入社。同スタジオで、スタジオマンとして修行を積む。第23回スタジオスタッフコンテスト特別賞受賞。
2005年〜弱冠24歳で写真事務所を設立し、 東京都目黒区を拠点として活動するようになる。雑誌・書籍・広告で著名人を撮る仕事を中心に活動している。
これまでに撮影した俳優では、吉高由里子、菜々緒、広末涼子、山田優、関根勤、萩本欽一、竹中直人、岸谷五朗等。お笑いではサンドウィッチマンやバナナマン、品川庄司など多数。アスリートでは浅田真央、政治界では東国原英二など、幅広い分野の著名人を撮ることを主として活動している。
2015年以降には、斎藤工、菅田将暉、千葉雄大、ジャニーズグループなど若手俳優陣の仕事が増える。
広告撮影では東芝×インテルが手がけるdynabookのカタログ撮影、テレビ朝日主催の全国そごう巡回記念展・桂由美×假屋崎省吾『美の饗宴』のキービジュアル写真、香港の企業 YAMADAMIYURAの大型バス広告写真や地下鉄広告写真、ポストカードなどのグッズ撮影がある。日本コカ・コーラ株式会社のジョージア広告、トヨタ自動車株式会社のWeb広告写真を担当。
2012年〜東京都大江戸高校で選択美術・写真科目の講師に３年間就任していた。
2015年〜渋谷に３階建て撮影キッチンスタジオ（Studio Halfstar）設立。
金スマや嵐にしやがれ、ヒルナンデス、めざましテレビなどを始め、雑誌やCMなど様々なシーンで利用されていた。
2020年〜5周年を迎えた渋谷のキッチンスタジオHalfstarを、品川・天王洲アイルに移転。
撮影スタジオの機能だけではなく飲食スペースとカンファレンススペースも併設し、これまでの3倍の面積へ拡大。
平日はランチ営業、夜はディナー、休日はイベントなどを誘致しマルチイベントスペースKITENに名称を変更して運営をしている。
2025年6月6日、知人のクレジットカードを不正利用し、インターネット上でアダルト動画を購入したとして、電子計算機使用詐欺の疑いで逮捕。

### 写真作家たつろう
- 2001年05月 大学在学中に大阪・天王寺の駅構内で1人、作品の路上販売を開始。[4]
- 2002年05月 梅田、心斎橋へ活動範囲を広げる。
- 2003年07月 渋谷・ハチ公前に、2005年9月からは新宿に、路上販売の場所を移す。
- 2006年03月 道路事情が厳しくなり、5年間続けた路上販売を終了。
- 『風うた〜恋〜』（主婦と生活社 2006年6月）アーティストの小田和正氏が綴った詩に、たつろうが写真を撮りおろす。
- 2008年10月 写真詩集『しんじてる。』（ディスカヴァー・トゥエンティワン）が2.3万部売れ[要出典]（2010年2月現在）のスマッシュセラー（第6刷）になり、作家としても頭角を現す。
- 2009年11月『好きのカタチ』出版記念トークイベント（対談：大坂俊介（元・ジャニーズJr.））
- JUNON誌（主婦と生活社   2009年〜）菅田将暉等のジュノンボーイをモデルに、たつろうが写真と詩でコラボした『青春のうた』1年半連載。
- 2011年08月 渋谷マークシティにて渋谷メッセージフェスティバル2011トークショー（対談：藤井悠（モデル））を行う。
- 2012年09月 ヴィレッジヴァンガードでポストカード、グリーティングカードなどの雑貨を発売開始。
- 2013年06月 Kindleストア独占販売、3ヶ月に1冊のペースで18ヶ月連続、全7タイトルリリース。
- 2016年08月 Kindleストア最終タイトルの「東京の空」が書籍化。「点と点が線になっていることは後になって気がつくよ」（雷鳥社）

写真作家たつろうのファンは著名人にも多く、映画コメンテーターLiLiCoはトイレの書棚に写真詩集『しんじてる。』を置いている。
3人組音楽グループSonar Pocketのアイロンは自身のライブ前にたつろうの写真詩集を読み、気合いを入れている。

### 写真家TATSURO
2012年より仕事の合間にバックパッカーとして、世界90カ国渡航(2017年10月現在)
先進国だけでなく、主にアフリカ大陸（スワジランド、レソト、ブルンジ等）、南米（ガイアナ、スリナム等）の発展途上国を中心に旅をしている。
2015年、大手2大カメラメーカーCanonのギャラリー公募で選出され、Nikonの35歳以下の新進気鋭写真写真家公募のJuna21で選出される。この時より世界に向けて名前をローマ字表記して活動するようになる。
学生時代に美術部に所属していたこともあり、写真を水彩画のように仕上げることに注力している。
2016年1月、club Fmから世界で撮影した写真の販売、レンタルを開始する。
2016年3月、写真集『共生』の発売を記念して、カメラ雑誌『CAPA』webページにて写真集のメイキングムービを2ヶ月間、週1ペースで公開。
2017年12月-2018年6月頃まで、全20回に及ぶ「歓喜と哀切のアフリカ写真旅」写真コラム連載開始。地方新聞、各20紙に掲載（共同通信社配信）

## 個展
- 2000年05月　「写真作家たつろう展」（広島／興行銀行）
- 2001年02月　グループ展「5color」(大阪)
- 2010年08月　「写真作家たつろう展」(六本木／フランジパニ)
- 2011年10月　グループ展「Professional photograph exhibition」（東京日本橋／RECTO GALLERY）
- 2015年06月　個展「Limited Color〜80ヵ国渡航の旅手帖」（Canonギャラリー銀座）
- 2015年07月　個展「Limited Color〜80ヵ国渡航の旅手帖」（Canonギャラリー大阪梅田）
- 2015年08月　個展「Limited Color〜80ヵ国渡航の旅手帖」（Canonギャラリー仙台）
- 2015年09月　個展「Coexist〜共生〜」（Nikon Juna21新宿）
- 2015年11月　個展「Coexist〜共生〜」（Nikon Juna21大阪）
- 2016年03月　TATSURO写真展  写真集『共生』刊行記念（青山ブックセンター本店内ギャラリーウォール）
- 2017年08月　個展「共生-西アフリカ-」（冬青ギャラリー中野）期間中に写真家・土田ヒロミ氏とのトークショー開催。

## 著書
- 2003年03月『伝えたい言葉』（新風舎）
- 2005年03月『あの言葉をこえて』（S-star-COURT）
- 2007年11月『伝えたい人がいる』（S-star-COURT）
- 2008年10月『しんじてる。』（ディスカヴァー・トゥエンティワン）
- 2009年10月『好きのカタチ』（エンターブレイン）
- 2010年01月『ぜったい大丈夫。』（青春出版）
- 2011年05月『つながってるよね。今もずっと、これからもずっと。』（中経出版）メイキング映像も作成。
- 2016年03月『共生』（冬青社）漫画家・水城せとなと青山ブックセンター本店にて写真集発売記念トークイベントを開催。
- 2016年07月 『点と点が線になっていることは後になって気がつくよ』（雷鳥社）書泉ブックタワーにて写真詩集刊行記念トークイベントを開催。

## 電子書籍
- 2013年06月25日第1弾『今のままのきみがいい』
- 2013年09月25日第2弾『あの頃にはもう戻れない、でも大丈夫。』
- 2013年12月25日第3弾『決っして、あきらめない。』
- 2014年03月25日第4弾『春夏秋冬 ねこカメラ』
- 2014年06月25日第5弾『必ずまた会える』
- 2014年09月25日第6弾『ボクからママへ』
- 2014年12月25日第7弾『東京の空』

## メディア連載
- 2006年09月01日～現在配信中 『コトノハ待受け＠写真作家たつろう』【主婦と生活社】
- 2008年01月16日～2008年04月05日配信 『デコメールサービス・カワィィ(≧∇≦)』【ミュージックエアポート】
- 2009年04月01日〜2009年05月27日配信 『4月』【エクシング／Books Legimo】
- 2009年05月28日〜2009年07月08日配信 『僕らはここから歩き出す』【エクシング／Books Legimo】
- 2009年08月01日〜2009年10月05日配信 『ありがとう、忘れない』【ソニー・デジタル エンターテイメント・サービス】
- 2009年11月17日〜2009年12月28日配信 『そのままで』【フィリップモリス社】
- 2010年01月03日〜2010年02月14日配信 『いつか3人で』【フィリップモリス社】
- 2010年05月25日〜2010年8月25日 『写真作家たつろう 胸キュン待ち受け』【KMP】
- 2010年04月19日〜現在配信中 『ココロ＊言葉＊写真』【ザッパラス】
- 2010年07月01日～2013年6月30日 『クリエーターの殿堂E★エッジスタ』【エブリスタ】
- 2014年12月16日～2015年3月28日 『幸せはいつも傍にある』全17回  【ブラコミ！】
- 2015年05月～2016年8月 『日本の非常識は世界の常識だった』 【オムロンヘルスケア株式会社】
- 2016年05月『フォト総研』【アスカネット】

## 雑誌、WEB掲載
- 2003年雑誌「GET ON!」7月号　先駆者から行動力を見習う。
- 2004年雑誌「BiDaN」10月号人生を極める。
- 2005年08月 広島FM 「気になる人物」コーナーで作品紹介。
- 2009年09月 雑誌「幸せを呼ぶ年賀状」で人物・作品紹介
- 2009年11月  WEB媒体「東京スポーツ」などで『好きのカタチ』トークショーの様子が掲載。
- 2009年12月-2010年3月 地方新聞20紙以上で「わかもん!街かど編」にて作品と活動紹介。

- 2012年09月-12月 地方新聞20紙以上で「わかもん!街かど編」にて作品と活動紹介。
- 2015年07月号 雑誌「日本カメラ」で個展「Limited Color～80ヵ国渡航の旅手帖」の写真が掲載。
- 2015年10月号 雑誌「カメラマン」で「月カメ注目の作家紹介 カメラマン最前線」人物・作品紹介。
- 2015年12月 雑誌「MdN Photographer File 2016」で写真業界をリードする気鋭のフォトグラファー厳選225名の仕事紹介。
- 2016年03月 WEB媒体Yahoo! JAPANなどで写真集『共生』発売記念トークショーの様子が掲載。-Rhytemリズム-（オムロンヘルスケア株式会社）コミックナタリー
- 2016年06月号 雑誌「COMMERCIAL PHOTO」で新世代のフォトグラファーNEW GENERATION PHOTOGRAPHER45人に選出、仕事内容紹介。
- 2017年11月26日～2018年中旬 「歓喜と哀愁のアフリカ写真旅」全２０回の写真コラム連載開始。地方新聞20紙以上のレジャー・旅欄にて連載掲載。

## テレビ出演
- 2017年11月9日〜2018年12月7日（♯0〜♯3、♯6）「マリキュラム」（AbemaTV）
MC：藤森慎吾（オリエンタルラジオ）、泉里香
- 2018年10月～12月（#75 #77 #80 #81）「指原莉乃とブラマヨの恋するサイテー男総選挙」
MC：指原莉乃、吉田・小杉（ブラックマヨネーズ）
- 2019年4月1日〜7月8日（♯1〜♯13）「陸海空征服するなんて【ラブアースseason4】」（テレ朝系）
MC：山崎ケイ（相席スタート）、片岡正徳（オオカミ少年）、柴田あやな
- 2020年10月９日〜10月30日（♯1〜♯8）バチェラー男女逆転版『バチェロレッテ・ジャパン』Amazonプライム・ビデオ
MC：岡村・矢部（ナインティナイン）、SHELLY

## 外部サイト
- TATSURO PHOTOGRAPHY
- あの日夢見た10年先へ〜２nd season